# Raymond Saleilles
Raymond Saleilles, né le 14 janvier 1855 à Beaune en Côte-d'Or et mort le 3 mars 1912 à Paris, est un juriste français.

## Biographie
Raymond Saleilles naît le 14 janvier 1855 à Beaune,.
Après avoir fait ses études d'enseignements secondaires dans sa ville natale, au collège de Beaune, c'est à Paris qu'il choisit de faire ses études supérieures dans le domaine du droit à la Faculté libre indépendante de l'Institut catholique. Il est président de la Conférence Olivaint en 1879. En 1883, il soutient sa thèse de doctorat, préparée sous la direction de Claude Bufnoir. En 1884, il est reçu au concours d'agrégation. Il est délégué par le ministre à la Faculté de droit de Grenoble où il reste un an en tant que professeur d'histoire du droit. En 1885, il est transféré à la Faculté de droit de Dijon où il enseigne aussi l'histoire du droit pendant dix ans ; de 1889 à 1895, il y enseigne le droit constitutionnel. À Dijon, il est le secrétaire général de la Revue bourguignonne qu'il a contribué à fonder. En 1895, il quitte Dijon pour Paris dont la Faculté de droit l'a recruté, comme agrégé, pour suppléer Jules Leveillé, élu député de la Seine ; il y enseigne le droit civil et, entre 1895 et 1898, il est chargé d'un cours de législation pénale comparée. Il est titularisé en tant que professeur de droit civil le 28 novembre 1898 ; il occupe ce poste jusqu'à la fin de sa vie. En 1901, un cours de droit civil comparé est créé à son intention. En 1902, il fonde la Société d'études législatives dont il est le secrétaire général. En 1904, il est à l'initiative des célébrations du centenaire du Code civil.
Catholique social, Raymond Saleilles est le conseiller juridique et l'ami intime de l'abbé Lemire.
De la fin XIXe siècle au début du XXe siècle est né un nouveau mouvement doctrinal, un courant réformateur qui donne une dimension scientifique au droit et une étude méthodique du droit qui s'enrichit par les autres matières telles que la sociologie, la philosophie ainsi que le droit comparé qui est une innovation. Parmi les grandes figures de ce courant innovateur du droit, il y a Raymond Saleilles, François Gény, Marcel Planiol, René Demogue.
Raymond Saleilles accumule les connaissances juridiques mais aussi philosophiques, sociologiques, historiques et économiques. Curieux des sciences étrangères, il voue une admiration pour le droit allemand et la doctrine allemande à propos desquels il rédige un de ses ouvrages les plus importants intitulé Essai sur les obligations dans le premier projet du Code civil allemand, publié en 1901 alors qu'il était enseignant à Dijon. Cet ouvrage est une innovation en droit privé des obligations, alors que le Code civil allemand était en grande partie inconnu. Cet ouvrage a fait de lui un des plus grands spécialistes du droit civil comparé.
Avec François Gény, Joseph Charmont, René Demogue, Maurice Hauriou, Léon Michoud, Maurice Deslandres et Paul Cuche, Saleilles est un des juristes « catholiques actifs et revendiqués » de la Belle Époque.
Saleilles est un des « cardinaux verts » qui, dans une lettre du 26 mars 1906, appellent l'épiscopat de l'Église catholique en France à accepter la constitution d'associations cultuelles.
Saleilles meurt le 3 mars 1912. Le 6, ses obsèques sont célébrées en l'église Saint-Thomas-d'Aquin de Paris,. Le 7, après la célébration d'un second service en la basilique Notre-Dame de Beaune, il est inhumé au cimetière de Beaune,.

## Caractéristiques de son œuvre et apport juridique
Il publie notamment L'individualisation de la peine en 1898, ouvrage réédité en 1908 et en 2001. Il considère dans cet ouvrage que la loi écrite comprend des dispositions rigides et que la souplesse du droit doit relever de l'interprétation du juge judiciaire. Il défend, en précurseur, l'idée d'une "peine adaptée à la nature de celui qu'elle va frapper".
Saleilles développe la théorie du risque, en effet, plus le risque pris est important, plus les profits le sont et donc les conséquences en cas d'échec aussi.
Il possède aussi une nouvelle vision de la jurisprudence, pour lui elle ne sert plus de voix pour les lois mais elle permet par son application souple de faire évoluer les textes.
Le contexte de l'époque, comme les réunifications allemande et italienne au lendemain de la guerre de 1870 font que Raymond Saleilles est un admirateur de la doctrine allemande qui dit que "chaque nation a son droit".
Saleilles cherche par ailleurs à ramener à l'unité la distinction entre droits réels et droits personnels. Il formule une théorie réaliste, ou encore objective, des droits patrimoniaux, qui cherche à confondre la notion de droit personnel à celle de droit réel, les deux s'exerçant finalement sur le patrimoine d'une personne.
Raymond Saleilles fut également professeur de droit à l'université de Dijon où il rencontra le juriste François Gény avec lequel il lia une amitié qui contribuera à influencer leurs travaux communs. Avec lui, il créa l'École de la libre recherche scientifique par opposition avec l'École de l'Exégèse : pour lui, cette méthode d'interprétation du code civil attache trop d'importance à la lettre même du texte. La méthode de Gény et de Saleilles part du texte législatif pour rechercher toutes les possibilités de solutions convenables. En cas de carence, il est nécessaire de librement rechercher et d'élaborer la solution souhaitable en s'inspirant de l'Histoire de la raison et de la nécessité actuelle. Il dira par la suite : « Au-delà du code civil, mais par le code civil ».

## Œuvres
- L'individualisation de la peine, étude de criminalité sociale (préf. Gabriel Tarde), Paris, Alcan (réimpr. 1927), 3ème éd. (1re éd. 1898), 288 p. (lire en ligne).
- De la déclaration de volonté. Contribution à l'étude de l'acte juridique dans le Code civil allemand, 1901.
- De la personnalité juridique, 1910.
- Patrice Rolland, "Deux catholiques dans l’Église et dans la République. Lettres de Raymond Saleilles à l'abbé Birot (1906-1909)", Mil neuf cent. Revue d'histoire intellectuelle, 34, 2016, p. 169-231.

#### Dictionnaires et encyclopédies
- [Halpérin 2017] Jean-Louis Halpérin, « Saleilles (Raymond) », dans Fabienne Orsi, Judith Rochfeld et Marie Cornu-Volatron (dir.), Dictionnaire des biens communs, Paris, PUF, coll. « Quadrige / dictionnaires », août 2017, 1re éd., XXVIII-1240 p., 14,5 × 20 cm (ISBN 978-2-13-065411-7, EAN 9782130654117, OCLC 1003193122, BNF 45371066, SUDOC 203910079, présentation en ligne, lire en ligne), s.v. Saleilles (Raymond) (lire en ligne).
- [Sabbioneti 2019] (en) Marco Sabbioneti, « Raymond Saleilles (1855-1912) », dans Olivier Descamps et Rafael Domingo Oslé (éd.), Great Christian jurists in French history, Cambridge, CUP, coll. « Law and christianity », mai 2019, 1re éd., XVII-485 p., 15,7 × 23,5 cm (ISBN 978-1-108-48408-4, EAN 9781108484084, OCLC 1124684075, BNF 45816644, DOI 10.1017/9781108669979, SUDOC 237533677, présentation en ligne), chap. 19, p. 324-341 (résumé).

#### Études
- [Audren 2008] Frédéric Audren, « La Belle Époque des juristes catholiques (1880-1914) », Revue française d'histoire des idées politiques, no 28 : « Juristes catholiques (1880-1940) »,‎ 2d semestre 2008, p. 233-271 (OCLC 7293724100, DOI 10.3917/rfhip.028.0233, JSTOR 24610694, HAL hal-01462093, résumé, lire en ligne ).
- [Ferrand 2011] Jérôme Ferrand, « Saleilles et l'histoire des doctrines pénales », dans Jean-Christophe Gaven et Frédéric Audren (dir.), Les facultés de droit de Province aux XIXe et XXe siècles, t. III : Les conquêtes universitaires, Toulouse, PUT1 Capitole, coll. « Études d'histoire du droit et des idées politiques » (no 16), décembre 2011, 1re éd., 460 p., 16 × 24 cm (ISBN 978-2-36170-035-5, EAN 9782361700355, OCLC 819280525, DOI 10.4000/books.putc.13492, HAL hal-03415449, SUDOC 163702691, lire en ligne ), 3e partie, chap. 6, p. 403-440.
- [Robert 1991] Jacques-Henri Robert, « Saleilles et le comparatisme », Revue d'histoire des Facultés de droit et de la science juridique, no 12 : « Gaston Jèze »,‎ 1991, p. 143-149 (lire en ligne ).
- [Rolland 2008] Patrice Rolland, « Un « cardinal vert » : Raymond Saleilles », Revue française d'histoire des idées politiques, no 28 : « Juristes catholiques (1880-1940) »,‎ 2d semestre 2008, p. 273-305 (OCLC 6034752583, DOI 10.3917/rfhip.028.0273, JSTOR 24610695, HAL halshs-00348428, résumé, lire en ligne ).
- Frédéric Audren, « Fragilité et robustesse de la pensée juridique. Deux professeurs de droit au travail dans la France de la Belle Époque », Mil neuf cent. Revue d'histoire intellectuelle,‎ 1er janvier 2018 (DOI 10.3917/MNC.036.0015, lire en ligne, consulté le 4 août 2025)
- [Rolland 2021] Patrice Rolland, « Comment Raymond Saleilles est-il devenu dreyfusard ? : l'affaire Dreyfus dans les Cahiers d'un catholique libéral », Mil neuf cent : revue d'histoire intellectuelle, no 39 : « Les langues de l'internationalisme ouvrier (1850-1950) »,‎ décembre 2021, p. 137-188 (OCLC 9477609379, résumé, lire en ligne).
- [Xifaras 2008] Mikhaïl Xifaras, « La veritas iuris selon Raymond Saleilles : remarques sur un projet de restauration du juridisme », Droits : revue française de théorie, de philosophie et de cultures juridiques, no 47 : « La pensée juridique et le destin du Code civil »,‎ août 2008, p. 77-148 (OCLC 7280983996, DOI 10.3917/droit.047.0077, lire en ligne).

#### Nécrologies
- [Bailly 1912] Ernest Bailly, « Raymond Saleilles », Revue internationale de l'enseignement, t. LXIII, no 4,‎ avril 1912, p. 361-363 (lire en ligne ).
- [Bureau 1913] Paul Bureau, « Raymond Saleilles », Correspondance, vol. 21e année, no 1,‎ 15 mars 1913, p. 1-23 (OCLC 493895303).
- [Gaudemet 1912] Eugène Gaudemet, « Raymond Saleilles (1855-1912) », Revue bourguignonne de l'enseignement supérieur, t. XXII, no 4,‎ 1912, p. 161-263 (OCLC 19442669).
- [Tissier 1912] Albert Tissier, « Raymond Saleilles », Revue trimestrielle de droit civil, t. IX, no 2,‎ avril-juin 1912, p. 293-303 (OCLC 458316987, BNF 31473576).

#### Divers
- [Le Figaro 6 mars 1912] « Obsèques », Le Figaro, 3e série, vol. 58e année, no 66,‎ 6 mars 1912, p. 4, col. 3 (lire en ligne ).
- [Le Figaro 7 mars 1912] « Deuil », Le Figaro, 3e série, vol. 58e année, no 67,‎ 7 mars 1912, p. 3, col. 2 (lire en ligne ).